# コスモス1
コスモス1（GRAU Index: 65S3）はソビエト連邦のロケット。R-14ミサイルから派生し、1964年と65年の2年間に、人工衛星の打上げに8度使用された。使用されたのは一時的で、すぐにコスモス3に置き換えられた。打上げは全てバイコヌール宇宙基地のサイト41/15から行われた。
初期開発は1961年10月に承認され、1964年8月18日に処女飛行としてストレラ衛星3機を打ち上げた。8回の打上げ全てのペイロードがストレラ衛星で、最初の4回はストレラ1の3機同時打上げ、その次の3回はストレラ1の5機同時打上げだった。最後となる8回目の打上げではストレラ2単機を打ち上げた。2回目以外は全て打上げに成功した。

## 打上げ記録
| 日時 (GMT)        | シリアル No | ペイロード    | コスモス ナンバー                                                | 成否 | 備考           |
| ----------------- | ----------- | ------------- | ---------------------------------------------------------------- | ---- | -------------- |
| 1964-08-18, 09:15 | 02L         | 3 x ストレラ1 | コスモス38号 コスモス39号 コスモス40号                           | 成功 |                |
| 1964-10-23        | 01L         | 3 x ストレラ1 | N/A                                                              | 失敗 | 失敗の要因不明 |
| 1965-02-21, 11:00 | 03L         | 3 x ストレラ1 | コスモス54号 コスモス55号 コスモス56号                           | 成功 |                |
| 1965-03-15, 11:00 | 04L         | 3 x ストレラ1 | コスモス61号 コスモス62号 コスモス63号                           | 成功 |                |
| 1965-07-16, 03:31 | 05L         | 5 x ストレラ1 | コスモス71号 コスモス72号 コスモス73号 コスモス74号 コスモス75号 | 成功 |                |
| 1965-09-03, 14:00 | 07LS        | 5 x ストレラ1 | コスモス80号 コスモス81号 コスモス82号 コスモス83号 コスモス84号 | 成功 |                |
| 1965-09-18, 07:59 | 08LS        | 5 x ストレラ1 | コスモス86号 コスモス87号 コスモス88号 コスモス89号 コスモス90号 | 成功 |                |
| 1965-12-28, 12:30 | 09LP        | 1 x ストレラ2 | コスモス103号                                                    | 成功 |                |